# La tigre ama la carne fresca
La tigre ama la carne fresca (Le Tigre aime la chair fraîche) è un film del 1964, diretto da Claude Chabrol.
Il personaggio Louis Rapière detto 'la Tigre' interpretato da Roger Hanin compare anche nel film La tigre profumata alla dinamite.